# Ken Yanz
Ken Yanz (ur. 18 maja 1929 w Hornsby, zm. 5 lutego 2019) – australijski rugbysta grający na pozycji rwacza, reprezentant kraju.
Grać w rugby zaczynał w lokalnym klubie Lane Cove-Artarmon. Do juniorskich drużyn Gordon RFC dołączył w roku 1947, a cztery lata później zadebiutował w seniorskim zespole. Znany z twardej, agresywnej obrony zawodnik był częścią złotej ery klubu w latach pięćdziesiątych, podczas której czterokrotnie zwyciężał w rozgrywkach Shute Shield. Karierę w klubie zakończył w roku 1964 zaliczając rekordowe 181 meczów. W roku 1957 otrzymał powołanie do kadry narodowej na odbywające się na przełomie roku tournée po północnej półkuli, podczas którego zagrał w dziewiętnastu z czterdziestu jeden rozegranych spotkań, w tym w testmeczu przeciwko Francji. Dodatkowo w stanowej reprezentacji Nowej Południowej Walii w latach 1959–1960 rozegrał pięć spotkań.